# My Desperate Valentine
My Desperate Valentine is de zestiende aflevering van het tweede seizoen van het tienerdrama Beverly Hills, 90210, die voor het eerst werd uitgezonden op 21 november 1991.

## Verhaal
Emily kan maar niet accepteren dat Brandon niet meer met haar wil uitgaan. Ze snijdt haar eigen fietsbanden kapot en vertelt aan Brandon dat haar ouders de stad uit zijn, zodat Brandon haar uitnodigt bij hem te komen logeren. Die nacht probeert ze hem onsuccesvol te verleiden en vertelt de volgende dag leugens over wat ze die nacht zouden hebben uitgespookt. Dit maakt Brandon razend, waarna hij niet meer met haar wil omgaan. Emily kan dit niet hebben en stalkt hem via de telefoon en stuurt dreigbrieven naar de schoolkrant. Wanneer niemand haar meer mag, probeert ze zelfmoord te plegen door benzine te gieten en een aansteker aan te steken. Brenda, die haar al verafschuwde, weet haar ondanks persoonlijke problemen te kalmeren en haalt haar over hulp te zoeken.

## Rolverdeling
- Jason Priestley - Brandon Walsh
- Shannen Doherty - Brenda Walsh
- Jennie Garth - Kelly Taylor
- Ian Ziering - Steve Sanders
- Gabrielle Carteris - Andrea Zuckerman
- Luke Perry - Dylan McKay
- Brian Austin Green - David Silver
- Tori Spelling - Donna Martin
- Carol Potter - Cindy Walsh
- James Eckhouse - Jim Walsh
- Christine Elise - Emily Valentine
- Joe E. Tata - Nat Bussichio
- Andy Hirsch - John Griffin